# 肩蓋狗母魚
肩蓋狗母魚，為輻鰭魚綱仙女魚目合齒魚亞目合齒魚科的其中一種，分布於印度西太平洋區，包括台灣、菲律賓、印尼、巴布亞紐幾內亞、澳洲、新喀里多尼亞等海域，棲息深度25-82公尺，體長可達10.7公分，為底棲性魚類，生活在沙泥底質的大陸棚海域，屬肉食性，生活習性不明。